# Влаичи (Олт)
Влаичи (рум. Vlaici) насеље је у Румунији у округу Олт у општини Колонешти. Oпштина се налази на надморској висини од 230 m.

## Становништво
Према подацима из 2002. године у насељу је живело 149 становника, од којих су сви румунске националности.